# コミックBREAK
『コミックBREAK』（コミックブレイク）は、日本文芸社が発行していた日本の月刊青年漫画雑誌。2008年8月18日創刊の隔月刊誌『漫画ゴラクカーニバル』より改題する形で、2009年4月15日に創刊された。毎月15日発売。『カーニバル』創刊号から一貫して、『週刊漫画ゴラク』の増刊扱いとなっている。
モバイルサイトが2009年4月24日にオープンし、毎月の第4金曜日にその月の『コミックBREAK』に載った漫画全作品を携帯コミックで配信。
2009年10月発売の7号を以って紙媒体としての刊行を終了、連載作品は携帯サイト「ケータイコミックブレイク」へと移行し継続される。

## 連載作品（五十音順）
- アイドルto NIGHT!（佐野タカシ）
- いろこい 〜1651〜（橋本還）
- おさななじみ 〜ナニワ恋しぐれ〜（大谷じろう） ※『さくらハーツ』へ移籍
- 悔い改めよと叫ぶ声在り（神崎将臣）
- クレーマーハンター彩音ちゃん（大和田秀樹）
- 孤高（幸田廣信）
- 熟女は最高!!（艶々）
- 陣内流柔術流浪伝 真島、爆（ば）ぜる!!（にわのまこと） - 『真島クンすっとばす』の続編、約6年後の物語
- スンデレ!（夏目文花） ※『コミックヘヴン』（『さくらハーツ』後継誌）へ移籍
- 絶対君主症候群（イワシタシゲユキ）
- ちなつ七変化（むとうひろし）
- つぼみ斬魔剣（神田ゆう）
- 天獄の島（落合裕介）
- 春うらら♡（小林拓己）
- ぷるるん始球式（ながしま超助）
- 僕のカノジョは18才（早野旬太郎）
- メイ探偵ミヅキ（光永ケンイチ）
- リバーシブルマン（ナカタニD.）